# Emma Ekenman Fernis

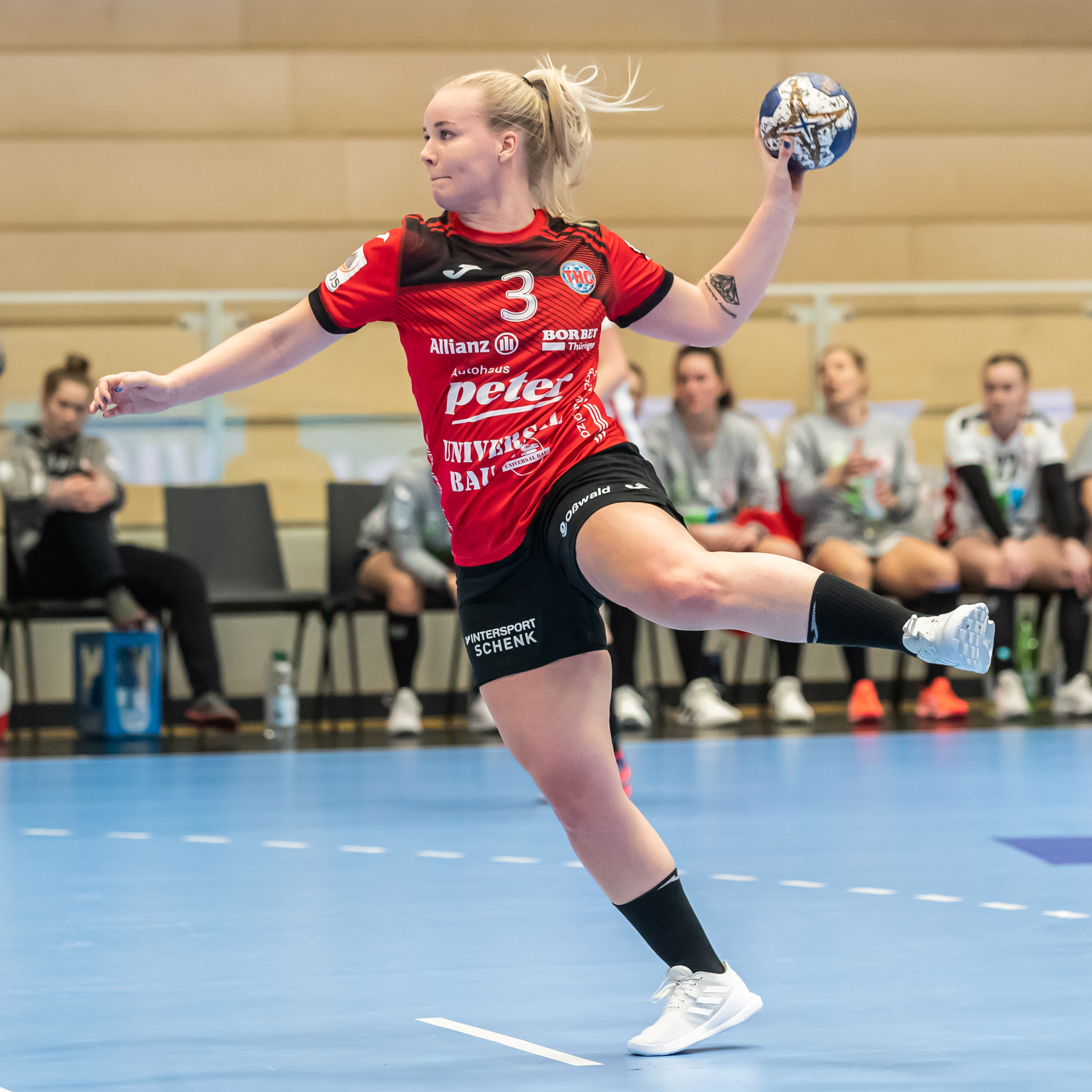
Emma Ekenman Fernis med Thüringer HC i januari 2021.

Emma Maria Ekenman Fernis, född 24 juli 1996 i Stockholm, är en svensk handbollsspelare (högersexa).

## Klubbkarriär
Emma Fernis moderklubb är Rosersbergs IK som hon lämnade då hon var 13. Hon spelade sedan 5 år i Märstaklubben Skånela IF. Nästa klubbadress blev Spårvägen i damelitserien. Vistelsen där blev bara ett år för sedan värvades hon av IK Sävehof. Fernis började spela för Sävehof 2015 och lämnade klubben 2020 efter över 700 mål och med tre erövrade SM-guld. Hon började spela för Thüringer HC i tyska ligan. Efter två år i den klubben beslutade hon sig för att återvända till Sverige och spela för Lugi HF.

## Landslagskarriär
Emma Fernis spelade i U18-landslaget i U17-EM 2013 i Polen och blev Europamästare samt blev uttagen i All-Star-Team. Hon vann också brons vid ungdoms-OS 2014 i Nanjing. Sammanlagt spelade hon 32 landskamper i ungdomslaget och stod för 187 mål med i genomsnitt 5,87 mål per match.
Emma Fernis debuterade i Sveriges landslag den 7 oktober 2016 mot Island och har sedan deltagit vid två mästerskap, EM 2016 och VM 2017. 2018 blev hon fotskadad och tvingades avstå EM-kvalmatcher mot Serbien och hon har sedan dess inte lyckats återta sin ordinarie landslagsplats. Hon har spelat 39 landskamper och gjort 54 mål i landslaget.